# Carlos Westendorp
Carlos Westendorp Cabeza est un diplomate et homme politique espagnol né à Madrid le 7 janvier 1937. Il est membre du Parti socialiste ouvrier espagnol (PSOE).

## Biographie
Titulaire d'une licence en droit, il intègre le corps diplomatique et devient, en 1966, consul adjoint à São Paulo pendant trois ans. Après, et jusqu'en 1975, il exerce diverses fonctions au sein des ministères de l'Industrie, et des Affaires étrangères. Cette même année, il est envoyé comme conseiller pour les affaires économiques à La Haye, dans le but de maintenir une coopération active avec la Communauté économique européenne.
De 1979 à 1986, il détient diverses charges au sein du ministère des Relations avec les Communautés européennes puis du ministère des Affaires étrangères, puis devient ambassadeur-représentant permanent de l'Espagne auprès de la Communauté économique européenne entre 1986 et 1991.
Ambassadeur d'Espagne auprès de l'Organisation des Nations unies entre 1996 et 1997, il devient en décembre de cette année haut représentant international en Bosnie-Herzégovine. De ce fait, le drapeau de la Bosnie-Herzégovine, adopté en février 1998, est une de ses réalisations. Il reste à ce poste jusqu'en juillet 1999 et est nommé, quatre ans plus tard, ambassadeur aux États-Unis, une fonction qu'il exerce jusqu'en août 2008.

### Vie politique
En mars 1991, il est nommé secrétaire d'État chargé de la Communauté économique européenne en remplacement de Pedro Solbes, nommé ministre de l'Agriculture, de la Pêche et de l'Alimentation dans le troisième gouvernement de Felipe González. Reconduit en 1993 lors de la formation du quatrième gouvernement González, il est promu ministre des Affaires étrangères en remplacement de Javier Solana, élu secrétaire général de l'OTAN, le 12 décembre 1995. Il doit cependant abandonner ses fonctions le 6 mai suivant, lors de l'entrée en fonctions du premier gouvernement du conservateur José María Aznar.
En juin 1999, il est élu député socialiste au Parlement européen et à l'Assemblée de Madrid. Il démissionne de ces deux mandats en 2003, lors de sa nomination comme ambassadeur par le second gouvernement Aznar.
Actuellement Carlos Westendorp est le secrétaire général du Club de Madrid.